# Rand Paul
Randal "Rand" Paul (født 7. januar 1963) er en amerikansk politiker, der siden 2011 har været medlem af USAs senat, indvalgt fra delstaten Kentucky. Paul repræsenterer republikanerne. Politisk er Rand Paul tilknyttet Tea Party-bevægelsen.
Han var præsidentkandidat til præsidentvalget i USA 2016, men endte sin kampagne i februar 2016 .
Rand Paul er søn af kongresmedlemmet og tidligere præsidentkandidat Ron Paul.
Rand Paul er uddannet øjenlæge. 